# Jozef Vurum
Jozef Vurum, také József Vurum nebo Józef Vurum (24. listopadu 1763 Trnava – 2. května 1838 Močenok) byl biskup nitranské diecéze, historik, člen Slovenského učeného tovarišstva, mecenáš.

## Život
Střední školy absolvoval v Trenčíně, Bratislavě a Trnavě. V letech 1781 až 1788 studoval na biskupském semináři v Nitře. Dne 17. srpna 1788 byl vysvěcen na jáhna a den poté na kněze. V roce 1791 se stal profesorem teologie v Nitře. V roce 1805 se stal kanovníkem v Egeru. Dne 7. června 1816 byl jmenován biskupem v Székesfehérváru a dne 23. září 1816 bylo toto jmenování potvrzeno papežem. Na biskupa jej vysvětil dne 10. listopadu 1816 v Budíně István Fischer de Nagy, egerský biskup, spolusvětiteli byli László Kámánházy, biskup z Vácu, a Karol Perényl, pomocný biskup v Ostřihomi. Dne 21. prosince 1821 byl jmenován biskupem ve Velkém Varadínu, dnes Oradea. Dne 27. května 1827 se stal biskupem v Nitře a zde roku 1838 zemřel. V roce 1833 založil v Žilině sirotčinec; ve své závěti zanechal 250 000 forintů jako nadaci pro tento ústav. Nitranské kapitule zanechal 12 000 forintů. Spolupodílel se na výstavbě dívčí školy v Nitře.
Byl významným historikem. V Nitře a v Žilině jsou po něm pojmenovány ulice.

## Dílo
- Dictio... episcopi Magno-Varadinensis latini ritus, dum regimen suum dioecesis ritu solemni capesseret, habita Varadini in cathedrali ecclesia... 27. Junii 1822. Magno-Varadini
- Dictio... episcopi Nitriensis... dum regimen suae dioecesis ritu solemni capesseret, habita Nitriae in cathedrali ecclesia ad die 7. nov. 1827. Tyrnaviae
- Schematismus Dioec. Nitriensis pro anno 1829. Nitriae (s historickým úvodem a poznámkami, které napsal)
- Episcopatus Nitriensis ejusque praesulum memoria... Posonii, 1835

## Ocenění

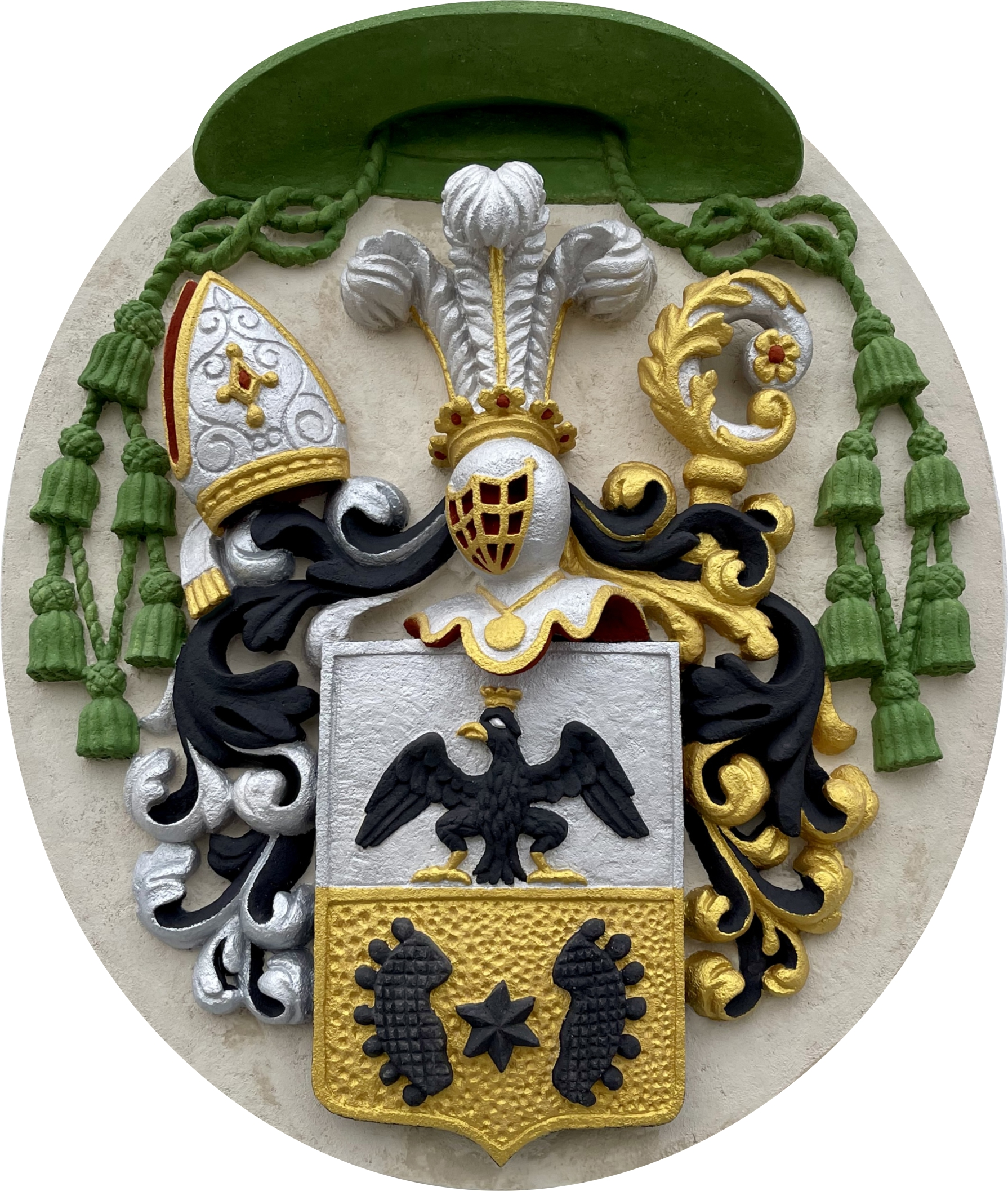
Biskupský erb Josefa Vuruma na fasádě bývalého sirotčince v Žilině, Slovensko.

- Biskupský erb Josefa Vuruma na fasádě bývalého sirotčince v Žilině, Slovensko. Královský uherský řád sv. Štěpána (maďarsky Magyar királyi Szent István lovagrend), hodnost komandér. Uděleno 1. května 1836.[5]